# Maria Magdalena Dumitrache
Maria Magdalena Dumitrache –nombre de casada, Maria Magdalena Irincu– (Târgoviște, 3 de mayo de 1977) es una deportista rumana que compitió en remo.
Participó en los Juegos Olímpicos de Sídney 2000, obteniendo una medalla de oro en la prueba de ocho con timonel. Ganó tres medallas en el Campeonato Mundial de Remo entre los años 1998 y 2003.

## Palmarés internacional
| Juegos Olímpicos   | Juegos Olímpicos        | Juegos Olímpicos | Juegos Olímpicos |
| Año                | Lugar                   | Medalla          | Prueba           |
| ------------------ | ----------------------- | ---------------- | ---------------- |
| 2000               | Sídney (Australia)      | Medalla de oro   | Ocho con timonel |
| Campeonato Mundial |                         |                  |                  |
| Año                | Lugar                   | Medalla          | Prueba           |
| 1998               | Colonia (Alemania)      | Medalla de oro   | Ocho con timonel |
| 1999               | St. Catharines (Canadá) | Medalla de oro   | Ocho con timonel |
| 2003               | Milán (Italia)          | Medalla de plata | Ocho con timonel |